# Koinonia Jan Chrzciciel
Koinonia Jan Chrzciciel (z gr. κοινωνία - udział w czymś, wspólnota, połączenie) – międzynarodowa wspólnota katolicka powstała w 1979 roku z inicjatywy argentyńskiego kapłana o. Ricardo Argañaraza.
Jest kanonicznie uznanym prywatnym stowarzyszeniem wiernych zrzeszającym osoby świeckie, rodziny, osoby konsekrowane oraz kapłanów.
Działa w służbie nowej ewangelizacji m.in. w Polsce, w krajach europejskich, w Indiach, USA, Meksyku, Republice Południowej Afryki, Izraelu.
W niektórych artykułach prasowych powołujących się na dominikański Ośrodek Informacji o Nowych Ruchach Religijnych i Sektach wspólnotę określono mianem sekty; zwrócono uwagę m.in. na fakt, że od członków wymagane są bezwarunkowe posłuszeństwo i oddawanie 10% dochodów miesięcznie na rzecz wspólnoty.